# Sint-Jozefskerk (Vosselaar)

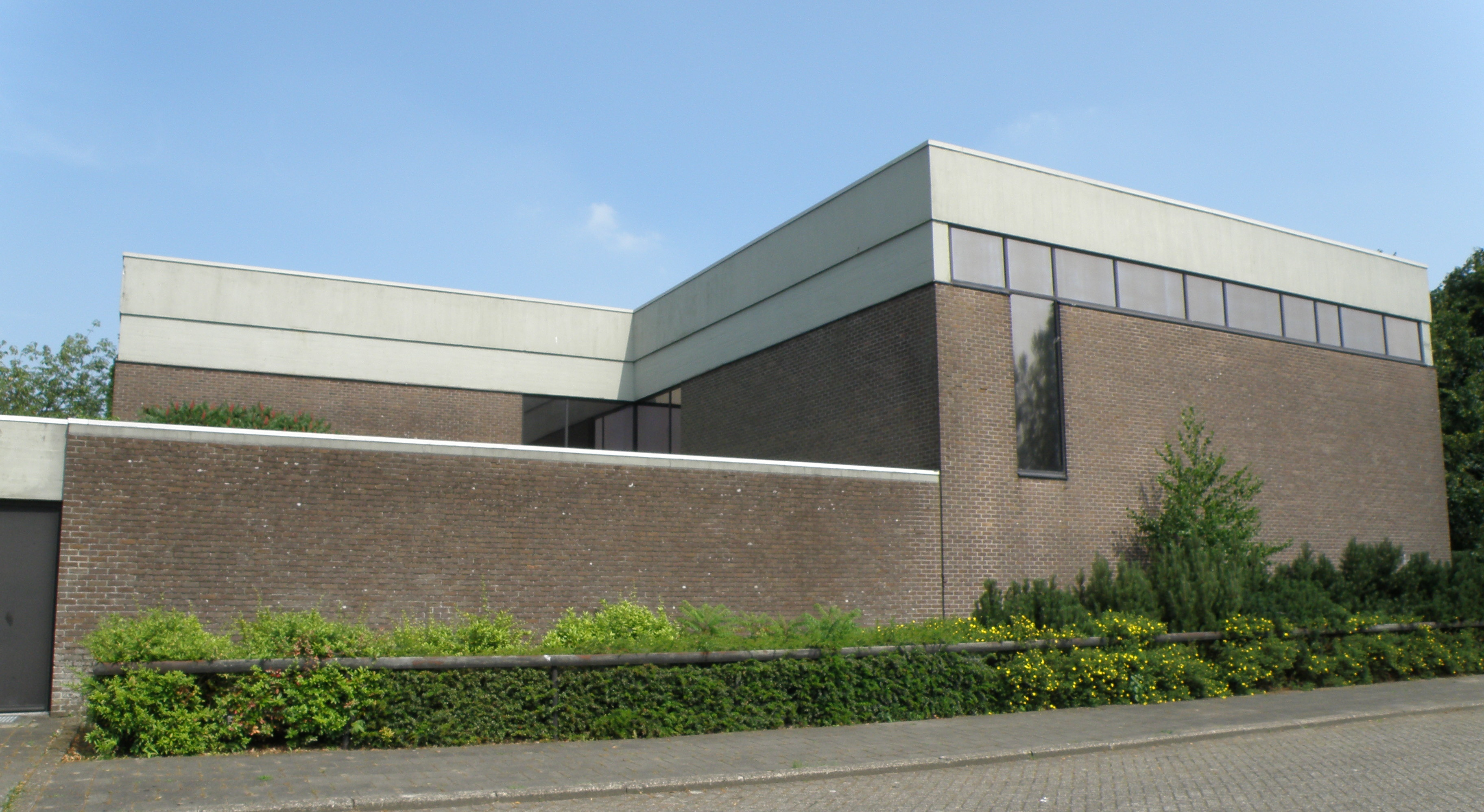
Sint-Jozefarbeiderkerk te Vosselaar, n.o.v. Marc Dessauvage.

De Sint-Jozefskerk is een voormalige parochiekerk in het gehucht Heieinde van de Antwerpse plaats Vosselaar, gelegen aan de Sint-Jozefstraat 45.

## Geschiedenis
In 1963 werd in Heieinde een parochie gesticht, om tegemoet te komen aan de bevolkingsgroei. In 1966-1967 werd een kerk gebouwd naar ontwerp van Marc Dessauvage. In 2007 werd de kerk onttrokken aan de eredienst.
In 2018-2021 werd de kerk gerestaureerd en ingericht als bibliotheek en huisvesting voor verenigingen . Dit onder de naam: Vrijetijdshuis De Moer.

## Gebouw
Het kerkgebouw, in de stijl van het naoorlogs modernisme, is opgebouwd uit blokvormige elementen. Het is opgetrokken in beton met wanden van baksteen. De plattegrond van de kerk is min of meer T-vormig en het gebouw omsluit twee kleine binnentuinen. De kerk heeft geen toren, enkel een metalen kruis siert de gevel.
1. ↑   RTV nieuws